# لويس، دوق غويان
لويس (بالفرنسية: Louis de Guyenne) (22 يناير 1397 - 18 ديسمبر 1415)؛ هو ثامن من اثنا عشر طفلاً للملك شارل السادس من فرنسا وإيزابو البافارية، كان ابنهما الثالث والثاني الذي حمل لقب دوفين فينوا ودوق غوين الذي ورثهما في 1401 بعد وفاة شقيقه الأكبر شارل (1392-1401).
قضى لويس سنواته الأولى في رعاية والدته ولكن مع وفاة شقيقه في 1401، أصبح له أهمية سياسية من خلال ورثه الألقاب الدوفين في 14 يناير، وأعطى له والده دوق غوين، وفي 26 أبريل 1403 أصدر الملك شارل السادس مرسوماً بأن لويس لو ورث العرش وهو لا يزال صغيراً فإنه يكون تحت وصاية التقليدية التي تتكون الملكة الأم، ودوق أورليان، ودوق بوربون، وبرغونية، وبيري، وأيضا في 28 أبريل وافق الملك على زواجه من مارغريت ابنة جان كونت نيفير وحفيدة دوق برغونية.
ولكن مع تزايد جنون الملك شارل السادس أصبح النفوذ والسيطرة على لويس ذو أهمية سياسية لأطراف المتنافسة (أورليان وبرغونية) التي سعت لسيطرة على السلطة الملكية، في 1404 أصبح حماه أخيراً دوقاً على برغونية، وفي 1405 قام دوق أورليان بالتعاون مع الملكة بخطف لويس من دوق برغونية، ومع ذلك تمكن دوق برغونية من استرجاعه إلى باريس، وأيضا حصل على تعيين باعتباره الوصي عليه من قبل الملك، وأيضا خلال الحرب الأهلية بين الأطراف المتناحرة قام بدور صانع السلام بينهما، إلا أنه سقط تحت تأثير دوق برغونية.
لم يكن لويس حاضراً خلال معركة أجينكور في 1415، بحيث بقى مع والده في روان، توفي بعد وقت قصير من المعركة وبسبب الزحار.